# La Chapelle-du-Fest
La Chapelle-du-Fest est une ancienne commune française du département de la Manche et la région Basse-Normandie, associée à Saint-Amand depuis le 15 février 1973.
La commune disparait le 1er janvier 2017 à la suite de la création de la commune nouvelle de Saint-Amand-Villages ; malgré la possibilité offerte de se constituer en commune déléguée, le conseil municipal a décidé en décembre 2016 sa fusion simple.

## Géographie
La Chapelle-du-Fest est une commune située au nord-ouest du territoire de Saint-Amand.

## Toponymie
Le nom de la localité est attesté sous les formes ecclesia Capelle de Festo vers 1350, la Chapelle du Feist en 1375, Cappelle du Feist en 1494, la Chappelle du Fest entre 1612 et 1636, la Chapelle du Fes en 1677, Chapelle du fez en 1689, la Chapelle du Fest en 1713.
La Chapelle-du-Fest est attesté sous la forme Capelle de Festo vers 1350. Ce toponyme serait dû à la position de la chapelle sur une ligne de faîte (ancien français fest) entre deux ruisseaux.
Cette localité est désignée sous le nom de Chapelle du Mesnil Corbet dans de nombreux actes des XIIe, XIIIe et XIVe siècles, et le Mesnil-Corbet est toujours un des hameaux de la commune, cependant que le Fest se retrouve également comme nom de hameau à Condé-sur-Vire et Brectouville, communes voisines de La Chapelle-du-Fest.
Le toponyme emprunte le nom de la famille du Fest, à laquelle appartinrent Alwaredus de Festo (1234) et Guillaume du Fest (1316).

## Histoire
Un Alwaredus de Festo (1234) et un Guillaume du Fest (1316) sont cités dans les chartes de Hambye et Bayeux.
En 1973, Saint-Amand (1 083 habitants en 1968) absorbe La Chapelle-du-Fest (119 habitants) et Saint-Symphorien-les-Buttes (119 habitants également),,, qui ont gardé le statut de communes associées.

## Administration
| Période | Période  | Identité       | Étiquette | Qualité |
| ------- | -------- | -------------- | --------- | ------- |
|         | En cours | Jean Lebouvier | SE        |         |

| Période | Période | Identité | Étiquette | Qualité |
| ------- | ------- | -------- | --------- | ------- |
|         |         |          |           |         |

## Démographie
| 1793 | 1800 | 1806 | 1821 | 1831 | 1836 | 1841 | 1846 | 1851 |
| ---- | ---- | ---- | ---- | ---- | ---- | ---- | ---- | ---- |
| 167  | 157  | 172  | 222  | 222  | 183  | 193  | 196  | 175  |

| 1856 | 1861 | 1866 | 1872 | 1876 | 1881 | 1886 | 1891 | 1896 |
| ---- | ---- | ---- | ---- | ---- | ---- | ---- | ---- | ---- |
| 178  | 170  | 170  | 165  | 180  | 182  | 172  | 184  | 183  |

| 1901 | 1906 | 1911 | 1921 | 1926 | 1931 | 1936 | 1946 | 1954 |
| ---- | ---- | ---- | ---- | ---- | ---- | ---- | ---- | ---- |
| 180  | 187  | 170  | 152  | 163  | 132  | 155  | 152  | 157  |

| 1962 | 1968 | 1975 | 1982 | 1990 | 1999 | 2008 | 2013 | 2014 |
| ---- | ---- | ---- | ---- | ---- | ---- | ---- | ---- | ---- |
| 141  | 119  | -    | -    | -    | -    | 291  | 315  | 315  |

## Lieux et monuments
- Église Notre-Dame (XVIIe – XXIe siècles) et son retable en bois et six chandeliers d'autel (XIXe).
- Croix de cimetière (XIXe siècle).
- Le Vieux Manoir (XIIe – XVIIIe siècles). Sa partie la plus récente est datée de 1776. Il fut la possession des barons du Hommet. En 1259, Thomasse du Hommet l'apporte en dot à Robert du Hotot, dont la famille le conservera pendant quatre siècles. En 1634, il est acquis par Jean de Choisy, seigneur de Balleroy, puis passe dans le comté des Matignon jusqu'à la Révolution[18].

Paul Bucaille (1873-1960), maire de Torigni, résidait au Vieux Manoir.

L’église Notre-Dame
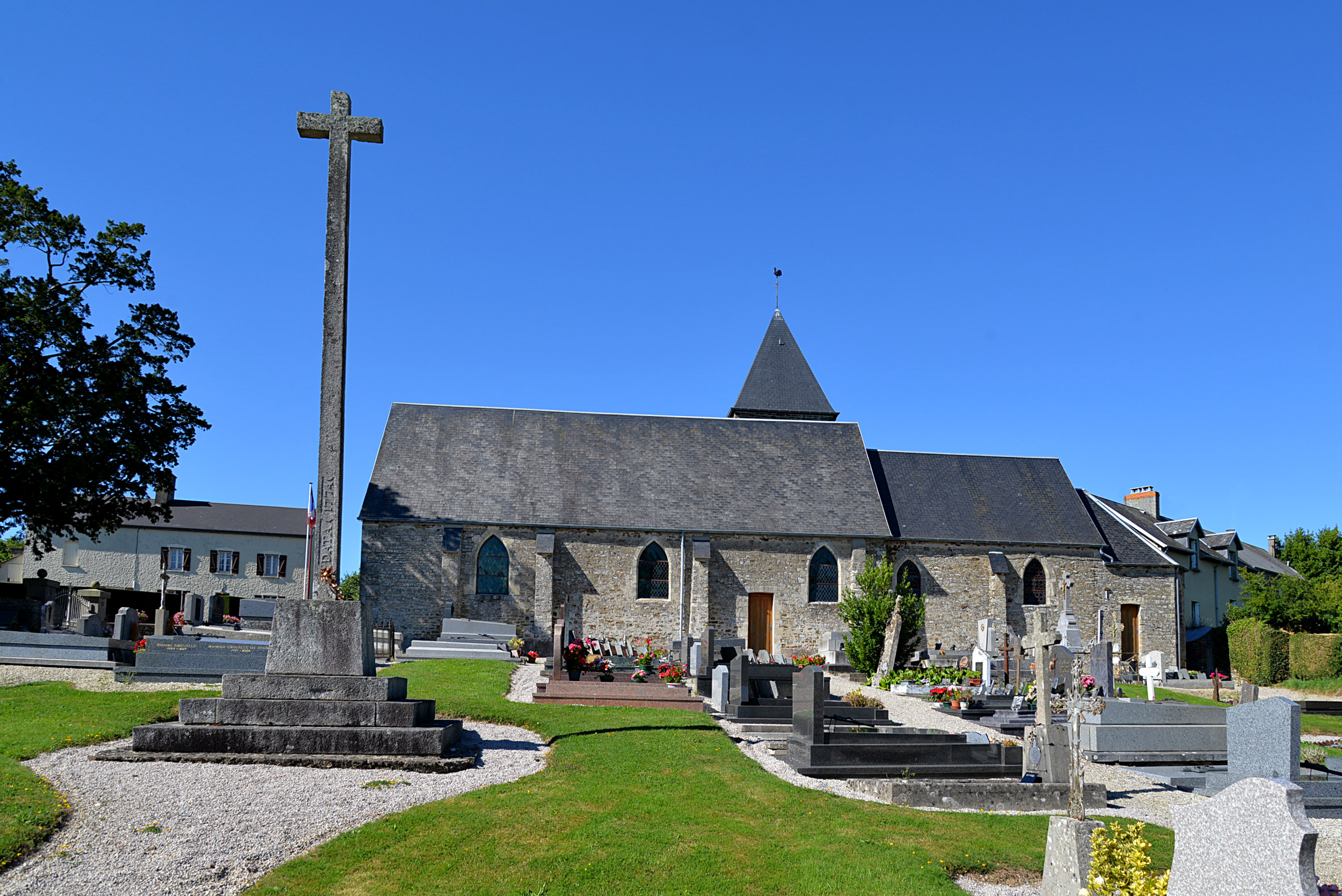
Vue sud.
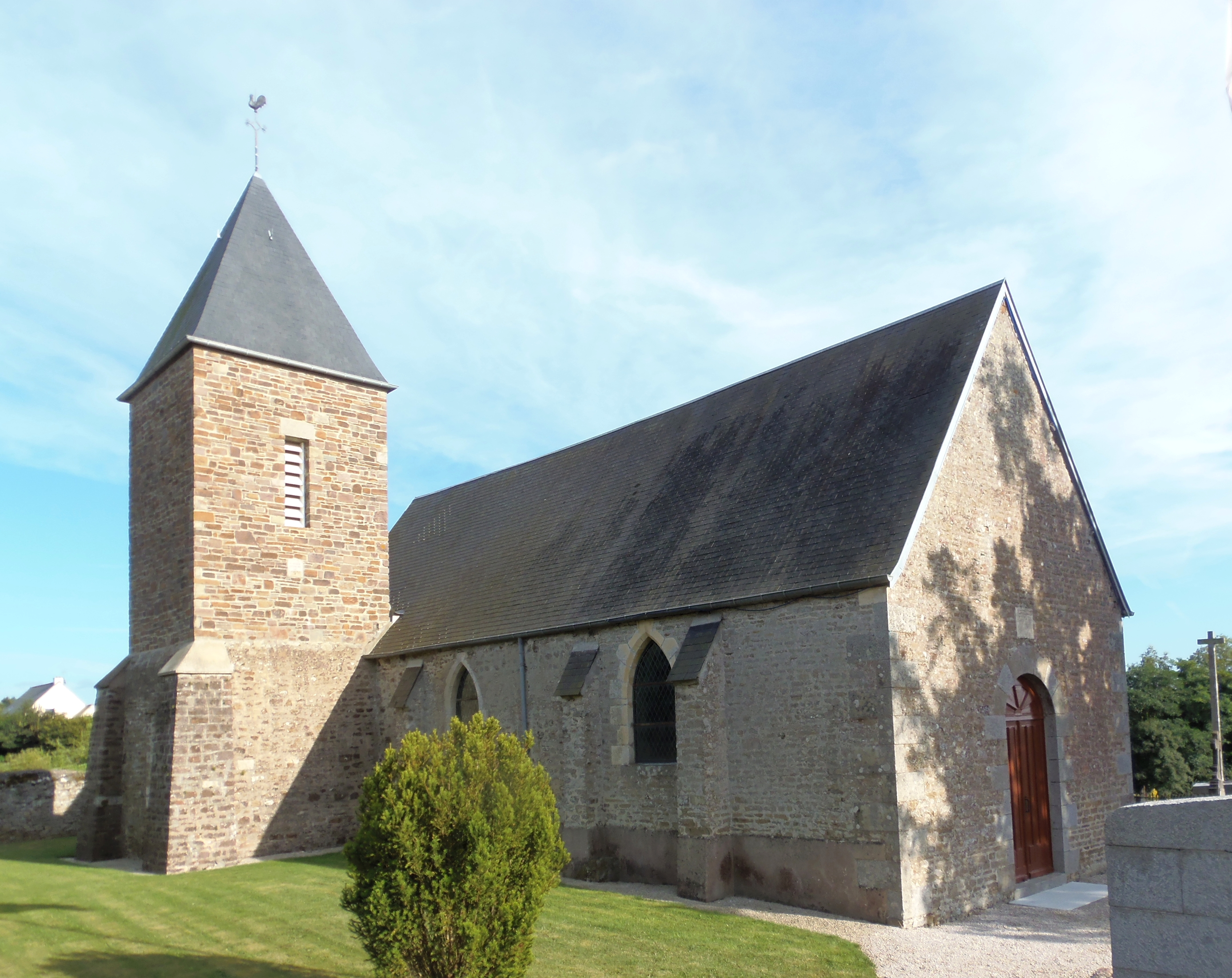